# Megachile concinna
Megachile concinna (лат.) — вид пчёл из семейства Megachilidae. Северная Африка, Южная Европа (Греция, Италия), Западная и Южная Азия. Чёрного цвета пчела со светлыми волосками. В пустынях эмирата Дубая (Dubai Desert Conservation Reserve, ОАЭ) отмечены на цветках растений Fabaceae (Mimosoideae) и Leptadenia pyrotechnica (Apocynaceae).